# Giovanni Di Renzo
Giovanni Di Renzo (Palermo, 1905 – L'Aquila, 1960) è stato un impresario teatrale italiano.
Capocomico di una compagnia teatrale, nel 1957 ingaggiò i giovani Franco Franchi e Ciccio Ingrassia per portarli in tournée nel nord Italia con lo spettacolo musicale Al Texas Club, scritto insieme a Gallucci. Aveva incontrato i due attori palermitani al Teatro Politeama mentre recitavano in uno spettacolo per i vigili urbani.
Di Renzo rimase impressionato dalla loro bravura, anticipò 10.000 lire e li portò a Milano. Del gruppo facevano parte anche i cinque fratelli del Complesso Calì, di cui faceva parte Rosaria, futura moglie di Ciccio. La compagnia debuttò a Como per poi trasferirsi a Bergamo e infine in Veneto. Lì iniziarono a rappresentare Due in allegria e cinque in armonia, che portarono in giro per la regione e infine anche in Francia, dopo una tappa a Genova (in cui Ciccio e Rosaria si sposarono).
Fu un impresario d'oltralpe, Metz, a convincere la compagnia a rappresentare il musical a Nizza: ebbero un ottimo successo. La seconda serata, a Cannes, fu però appannaggio dei soli Franco e Ciccio, che conclusero così i rapporti con Di Renzo.
Di Renzo è stato un capocomico ma anche un autore di numerosi copioni di avanspettacolo. È morto in un incidente stradale nei pressi dell'Aquila mentre viaggiava con la compagnia che dirigeva.

## Collegamenti esterni

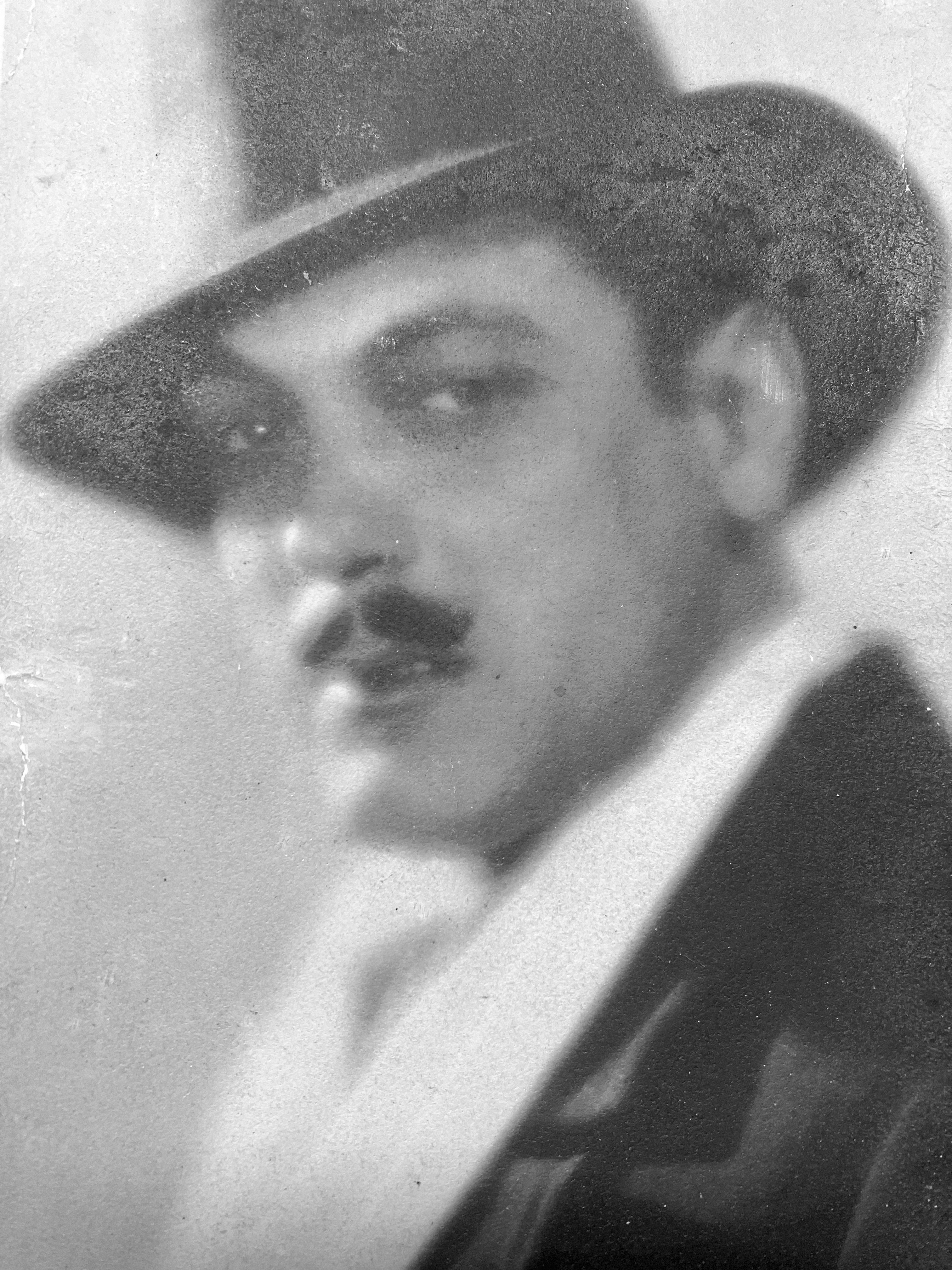